# Счастья вам, девочки!
«Счастья вам, девочки!» (азерб. Var olun, qızlar) — художественный фильм советского режиссёра Эльдара Кулиева, снятый в 1972 году на киностудии «Азербайджанфильм». В основу сюжета фильма легли реальные события, произошедшие летом 1958 года на одном из пляжей Апшерона, когда бакинский школьник Тофик Гусейнов, спасая тонущих детей, утонул в море. Следует также отметить, что главная роль в фильме, роль Исы является первой ролью народного артиста Азербайджана Рафаэля Дадашева.

## Сюжет

Беседа Шамси (Турабов) с актёром Исой (Дадашев). Кадр из фильма

Действие фильма начинается до титров (в 1970-х отмечалось, что это одна из черт всех молодёжных фильмов, в которых действие начинается до того, как зрителей знакомят с героями): на пустынном берегу бушующего моря какой-то молодой человек, выбиваясь из сил, вытаскивает из волн тонущих девочек. Одну, другую, третью. Потом он бросается за четвёртой, но тонет вместе с нею.
Проходит десять лет. Об этом героическом парне решают снять фильм. Актёр по имени Иса, который должен играть его, ищет подробности и какую-либо информацию о герое. Ему удаётся разыскать в бакинских кварталах тех трёх девочек, которых когда-то спас его герой. Смысл фильма состоит в том, какая страшная перемена произошла с теми спасёнными девочками. Авторы надеялись найти счастливых молодых женщин — они находят несчастных, почти озлобленных, задавленных бытом мещанок. Они рассчитывали на романтическую чистоту, а натыкаются на холодную расчётливость. Девушки даже спасителя своего почти не помнят.

## В ролях
| Актёр              | Роль            |
| ------------------ | --------------- |
| Рафаэль Дадашев    | Иса             |
| Валентина Асланова | Солмаз          |
| Елена Чухрай       | Сона            |
| Нурангиз Кулиева   | Зейнаб          |
| Гасан Турабов      | Шамси           |
| Сусанна Меджидова  | Шахла-ханум     |
| Анар Рзаев         | Мурад           |
| Арзу Сафарова      | Нигяр           |
| Софа Басирзаде     | Сакина-ханум    |
| Омур Нагиев        | Рустам          |
| Мухтар Маниев      | кинематографист |
| Гусейнага Садыгов  | Гамбар          |